# Carlo Bellini
Carlo Bellini (Firenze, 1735 – Williamsburg, giugno 1804) è stato un filologo e rivoluzionario italiano naturalizzato statunitense.
Dal 1779 al 1803 fu professore di lingue moderne presso il College of William & Mary negli Stati Uniti d'America, primo professore italiano a insegnare in un'università americana.

## Biografia
Figlio di Leone (o Leon) Girolamo Bellini, cresciuto in una agiata famiglia di mercanti, coltivò idee liberali che gli impedirono di completare l'università a Firenze e lo costrinsero all'esilio, a Parigi e Londra, dove ritrovò l'amico Filippo Mazzei. Rimpatriato si sposò e visse per qualche tempo lontano da impegni pubblici. Nel novembre del 1774 arrivò in America ufficialmente per aiutare il suo amico e connazionale Filippo Mazzei, divenuto stretto collaboratore di Thomas Jefferson, ad "introdurre la coltura della vite, delle olive e di altre piante italiane", in realtà, per aderire al movimento rivoluzionario americano.
Nel 1779, su indicazione di Jefferson, Bellini fu nominato professore di lingue moderne presso il College of William and Mary, a Williamsburg, primo italiano ad insegnare in un'università americana. Bellini insegnò italiano, francese e spagnolo per 24 anni. Fu l'unico membro della Facoltà a rimanere a Williamsburg, anche durante il periodo dell'occupazione di Cornwallis nel 1780-1782, nel " tentativo di proteggere l'apparato bibliotecario e scientifico." Si ritirò dall'insegnamento nel 1803 a causa di problemi di salute, pochi mesi prima della sua morte nel giugno 1804.